# بن ادلاند
بن ادلاند (به انگلیسی: Ben Edlund) (متولد ۱۹۶۸ در پمبروک، ماساچوست) یک هنرمند کتاب‌های کمیک و نویسنده فیلم‌نامه تلویزیونی آمریکایی است.  او هم‌چنین به عنوان تهیه‌کننده اجرایی و نویسنده سریال آمریکایی سوپرنچرال در شبکه تلویزیونی سی‌دابلیو فعالیت می‌کند.
معروف ترین شخصیت کمیک بوکی که او خلق کرد ابر قهرمانی به نام تیک است که از روی اون اقتباس های انیمیشنی و لایو اکشن انجام شده و خودن بن ادلاند هم سریال تیک را در دو فصل برای آمازون پرایم ساخته است.